# Comuna Sloveanoserbka, Velîka Mîhailivka
Sloveanoserbka (în ucraineană Слов'яносербка) este o comună în raionul Velîka Mîhailivka, regiunea Odesa, Ucraina, formată din satele Antono-Kovaci, Oleh și Sloveanoserbka (reședința).

## Demografie
Componența lingvistică a comunei Sloveanoserbka
     Ucraineană (87,66%)
     Rusă (10,8%)
     Alte limbi (1,42%)
Conform recensământului din 2001, majoritatea populației comunei Sloveanoserbka era vorbitoare de ucraineană (87,66%), existând în minoritate și vorbitori de rusă (10,8%).